# Сусняг
Сусняг — деревня в Дубровском районе Брянской области, в составе Рябчинского сельского поселения. Расположена у северо-восточной окраины села Рябчи, рядом с автодорогой А141. Население — 4 человека (2010).
Возникла в первой половине XX века; до 2005 года входила в Рябчинский сельсовет.
| Годы      | 1979 | 1989 | 2002 | 2010 |
| --------- | ---- | ---- | ---- | ---- |
| Население | 59   | 34   | 9    | 4    |